# Baghrir

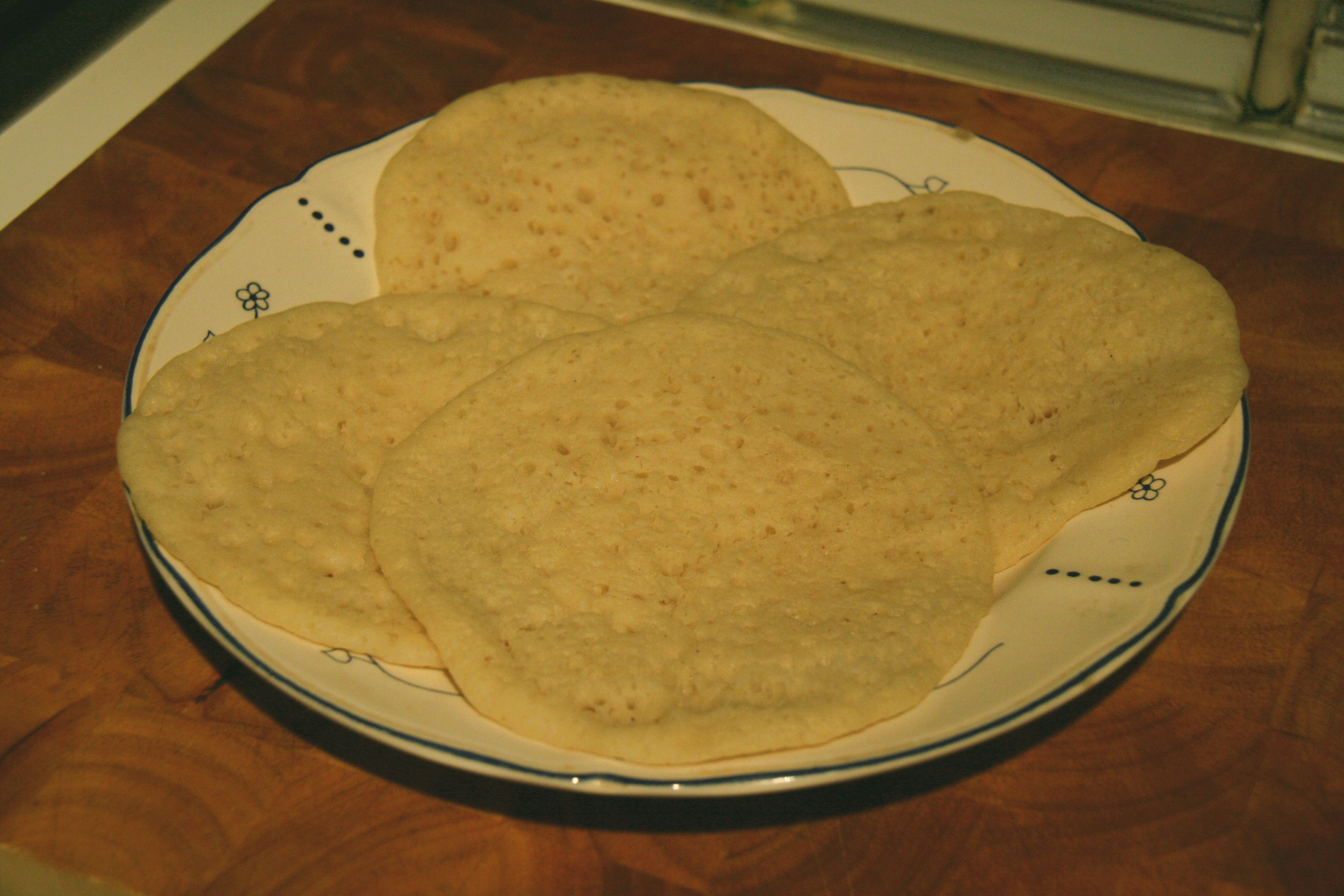
Baghrir

Baghrir, oder Beghrir, im Norden Marokkos auch Khringo oder Khlingo ist ein kleiner fluffiger Pfannkuchen aus der traditionellen  Nordafrikanischen Küche der Berber aus Nordafrika. Baghrir werden meist aus Grieß oder Mehl gemacht. Wenn sie richtig zubereitet werden, weisen sie viele kleine Löcher auf, welche die dazu servierte Sauce aufnehmen können. In Marokko und Algerien ist es weit verbreitet, die Baghrir in eine Honig-Butter-Sauce zu tunken, aber sie können auch in Stücke geschnitten mit Konfitüre serviert werden. Oft werden sie auch noch mit Rosinen zubereitet. Baghrir sind beliebt zum Frühstück oder als Snack.